# Mountainside
Mountainside é um distrito localizado no estado americano de Nova Jérsei, no Condado de Union.

## Demografia
Segundo o censo americano de 2000, a sua população era de 6602 habitantes.
Em 2006, foi estimada uma população de 6644, um aumento de 42 (0.6%).

## Geografia
De acordo com o United States Census Bureau tem uma área de
10,5 km², dos quais 10,4 km² cobertos por terra e 0,1 km² cobertos por água.

## Localidades na vizinhança
O diagrama seguinte representa as localidades num raio de 8 km ao redor de Mountainside.